# 長野村 (三重県)
長野村（ながのむら）は三重県安濃郡にあった村。現在の津市美里町の西部、長野川の上流とその支流の流域、国道163号の沿線にあたる。

## 地理
- 山岳：経が峰
- 河川：長野川、柳谷川、南長野川、桂谷川
- 峠：長野峠

## 歴史
- 1889年（明治22年）4月1日 - 町村制の施行により、南長野村・北長野村・平木村・桂畑村の区域をもって発足。
- 1954年（昭和29年）10月1日 - 辰水村・高宮村と合併して美里村が発足。同日長野村廃止。

## 交通

### 道路
- 伊賀街道（現・国道163号）

## 名所・旧跡・観光スポット・祭事・催事
- 長野城跡